# ヴィーナス・アンド・マース/ロック・ショー
「ヴィーナス・アンド・マース/ロック・ショー」（原題:Venus and Mars/Rock Show）は、1975年にウイングスが発表した楽曲、及び同曲を収録したシングル。コンピレーション・アルバム『夢の翼〜ヒッツ&ヒストリー〜』にも収録されている。

## 解説
1975年1月にニューオリンズでのレコーディング・セッションで録音された、アルバム『ヴィーナス・アンド・マース』の冒頭を飾るメドレー曲。だが録音の最中、突然ドラマーのジェフ・ブリトンが脱退する。ギター弾き語りの「ヴィーナス・アンド・マース」に始まり、派手な展開を見せるロックナンバー「ロック･ショー」へと続いている。レコーディングは「ロック･ショー」「ヴィーナス・アンド・マース」の順で別々に録音され、後にメドレーに編集された。アルバム・ヴァージョンは6分52秒だが、シングル・ヴァージョンでは3分以上短く編集されている。
「ロック･ショー」の歌詞には、韻を踏む中でギタリストのジミー・ペイジの名前が登場する。またアムステルダムのコンセルトヘボウ、ニューヨークのマディソンスクエアガーデン、ロサンゼルスのハリウッドボウルという有名なコンサート会場も登場している。
イギリスでは、ヒット・チャートにランキングされなかったが、アメリカ、ビルボード誌では、1975年12月13日付けで最高位12位を獲得。キャッシュボックス誌では、12月6日、13日の2週間、最高位16位を獲得している。75年には「あの娘におせっかい」「ワインカラーの少女」などを発表し、ポールは好調を維持した。
B面収録の「磁石屋とチタン男」も、ニューオリンズでのレコーディング・セッションで録音された。この曲は、物語形式で、マーベル・コミックスのキャラクター「マグネトー」「チタニウム・マン」「クリムゾン・ダイナモ」が登場している。

## 収録曲
| #         | タイトル                                                                              | 作詞・作曲                                    | 時間 |
| --------- | ------------------------------------------------------------------------------------- | --------------------------------------------- | ---- |
| 1.        | 「ヴィーナス・アンド・マース/ロック・ショー」(Venus and Mars/Rock Show (single edit)) | ポール・マッカートニー リンダ・マッカートニー | 3:36 |
| 2.        | 「磁石屋とチタン男」(Magneto and Titanium Man)                                        | ポール・マッカートニー リンダ・マッカートニー | 2:19 |
| 合計時間: | 合計時間:                                                                             | 合計時間:                                     | 5:55 |

## 演奏者

### ウイングス
- ポール・マッカートニー - リード・ボーカル、ベースギター (#1、2)、エレクトリック・ギター、フィンガーシンバル、ピアノ (#1)、ハンドベル、メロトロン (#2)
- リンダ・マッカートニー - ピアノ (#1)、バッキング・ボーカル、ハンドベル、モーグ・シンセサイザー、オルガン (#2)
- デニー・レイン - モーグ・シンセサイザー、シタール (#1)、バッキング・ボーカル、エレクトリック・ギター、ハンドベル (#2)
- ジミー・マカロック - エレクトリック・ギター (#1、2)、12弦ギター (#1)、アコースティック・ギター、バッキング・ボーカル、ドラムス、ハンドベル、モーグ・シンセサイザー (#2)
- ジョー・イングリッシュ - ドラムス (#1、2)、バッキング・ボーカル、ハンドベル、パーカッション (#2)

### ゲスト
- トニー・ドーシー - クラリネット (#1)
- アラン・トゥーサン - エレクトリック・ギター、ピアノ (#2)
- ケネス・ウィリアムズ - コンガ (#2)

## 書籍
- 『Paul McCartney: Recording Sessions (1969-2013)』 Luca Perasi著 出版社：L.I.L.Y. Publishing 2013年10月 ISBN 978-88-909122-1-4